# Analise Severo
Analise Severo (Santa Maria, 05 de dezembro de 1974) é uma Cantora Popular Gaúcha.
Estudou na Escola Estadual de Ensino Médio Professora Maria Rocha de Santa Maria/RS, onde formou-se "Técnica em Contabilidade" em 1991.  
"Bacharel em Direito" pela URI - Campus/Santiago/RS, no ano de 2005. 
Em 2006, habilitou-se como "Radialista Profissional" sob o registro nº 10295 - DRT 006552/06-81. 
Participante ativa dos Festivais de Músicas Nativistas do Rio Grande do Sul desde 1992, é uma das principais intérpretes de sua geração. Em 1999, também deu início na trajetória de "Apresentadora de Eventos", no Festival da Música Crioula de Santiago/RS. 
Foi eleita por votação popular como "Melhor Cantora" nos anos de 2017 e 2019, pelo site G1/RS; possui 6 CDs lançados.
Em 2019, lançou o projeto "BEM GAÚCHA", valorizando a mulher na sociedade e na formação da identidade regional gaúcha.
Apresentou o programa "Galpão Crioulo" da RBSTV, ao lado de Neto Fagundes, durante a licença maternidade de Shana Muller.
É Acadêmica em Jonalismo pela UNINTER (Centro Universitário Internacional) de Porto Alegre/RS.
Foi eleita “Destaque da Cultura 2021”, com a canção "Só podia ser mulher" (Jean Kirchoff), por votação popular no Diário de Santa Maria e Revista Mix, na Categoria Música. 
Ainda em 2021, recebeu o prêmio de “Melhor Live do Ano” nos “Melhores do Ano da Música Gaúcha/G1RS”.

## Discografia
- 1997 – Pra ser presença na saudade
- 1999 – Caminheiros
- 2001 – Nos palcos do sul
- 2007 – Mulheres Pampeanas cantam o Gaúcho
- 2008 – Caminhos Libertos
- 2015 – A vida da gente é assim
- 2019 – Bem Gaúcha

## Prêmios e Indicações
1994 - 1º Lugar Solista Vocal - FEGART atual ENART (Encontro de Artes e Tradição Gaúcha).
2013 - "Troféu Teixeirinha" concedido pela Assembleia Legislativa do Estado do RS, como "Melhor Cantora".
2017 - Eleita "Melhor Cantora" do ano, pelo G1RS/Repórter Farroupilha/RBSTV.
2018 - Indicada a "Melhor Cantora" do ano, pelo G1RS/Repórter Farroupilha/RBSTV.
2019 - Eleita "Melhor Cantora" do ano, pelo G1RS/Repórter Farroupilha/RBSTV
2019 - Apresentou o programa "Galpão Crioulo" da RBSTV, ao lado de Neto Fagundes.
2021 - Destaque da Cultura 2021, com a canção "Só podia ser mulher", na Revista Mix e Diário de Santa Maria.
2021 - "Melhor Live do Ano", no prêmio "Melhores do Ano da Música Gaúcha" - G1/RS.
Analise Severo foi "Melhor Intérprete e/ou vencedora" de diversos Festivais no Estado do RS.